# Большая Песчаная пустыня

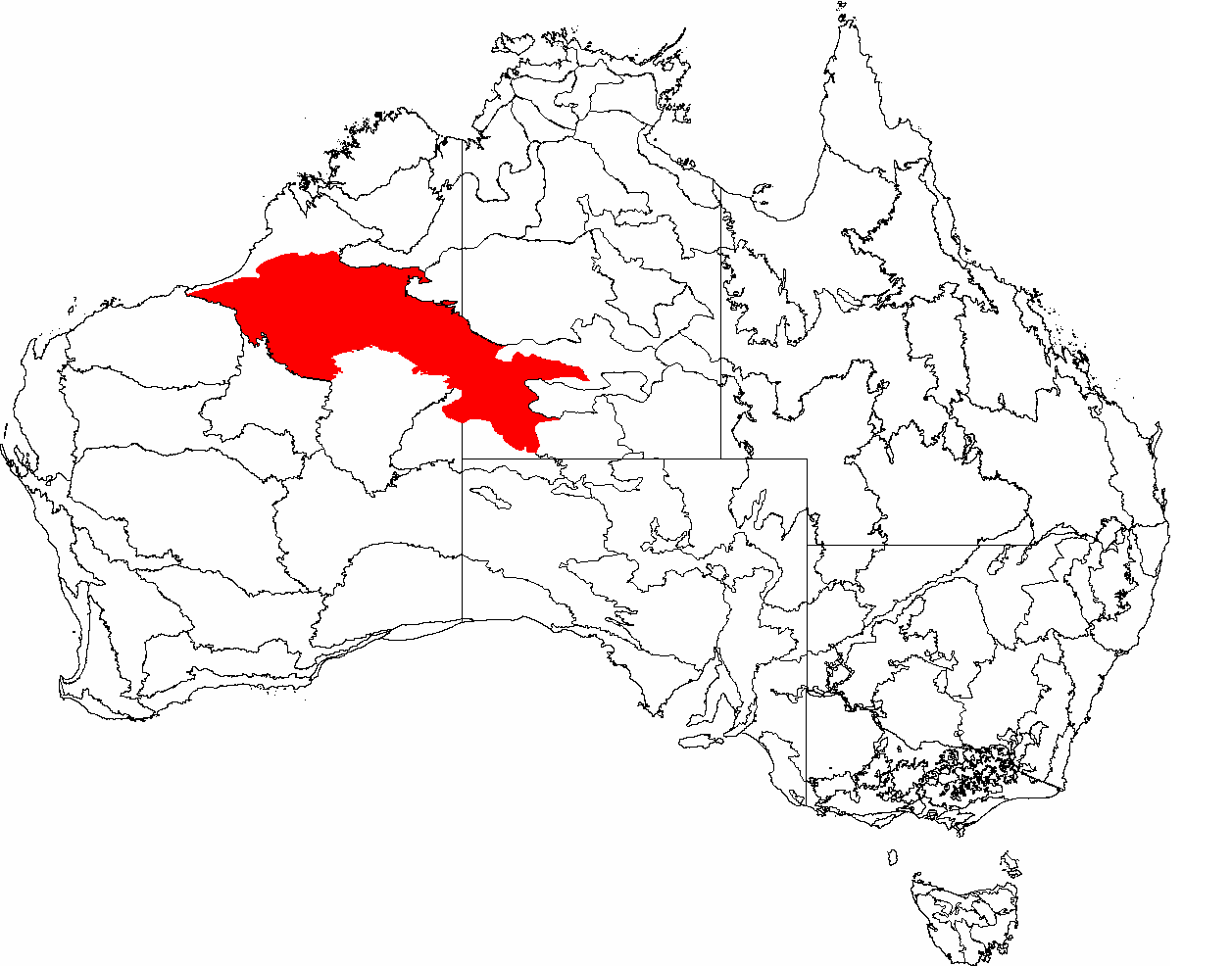
Регион Большой Песчаной пустыни в соответствии с IBRA

Больша́я Песча́ная пусты́ня (англ. Great Sandy Desert) или Западная пустыня — песчано-солончаковая пустыня на северо-западе Австралии (штат Западная Австралия).
Пустыня имеет площадь 360 000 км² и располагается примерно в границах осадочного бассейна Каннинг. Простирается на 900 км с запада на восток — от Восьмидесятимильного пляжа на берегу Индийского океана к пустыне Танами вглубь Северных территорий, а также на 600 км с севера на юг — от региона Кимберли к тропику Козерога, переходя в пустыню Гибсона.
Полого понижается к северу и западу, средняя высота в южной части составляет 400—500 м, на севере — 300 м. Преобладающий рельеф — гряды песчаных дюн, средняя высота которых — 10-12 м, максимальная — до 30 м. Гряды длиной до 50 км вытянуты в широтном направлении, что обуславливается направлением господствующих пассатных ветров. В регионе находятся многочисленные озёра-солончаки, изредка наполняющиеся водой: Дисаппойнтмент на юге, Маккай на востоке, Грегори на севере, которое питается рекой Стерт-Крик.
Большая Песчаная пустыня — самый жаркий регион Австралии. В летний период с декабря по февраль среднее значение температуры доходит до 35 °C, зимой — до 20—15 °С. Осадки редки и нерегулярны, в основном приносятся летними экваториальными муссонами. В северной части выпадает около 450 мм осадков, в южной — до 200 мм, большая часть испаряется и просачивается в пески.
Пустыня покрыта песками красного цвета, на дюнах преимущественно произрастают колючие ксерофитные злаки (спинифекс и др.) Гряды дюн разделены глинисто-солончаковыми равнинами, на которых растут кустарники акации (на юге) и низкорослые эвкалипты (на севере).
Постоянного населения на территории пустыни почти нет, за исключением нескольких групп аборигенов, включая племена карадьери (Karadjeri) и ньгина (Nygina). Предполагается, что недра пустыни могут содержать полезные ископаемые. В центральной части региона располагается национальный парк Карламильи, на крайнем юге — включённый в список Всемирного наследия национальный парк Улуру — Ката-Тьюта.
Европейцы впервые пересекли пустыню (с востока на запад) и описали её в 1873 году под руководством майора П. Уорбертона. Через район пустыни в северо-восточном направлении проходит Каннингский скотоперегонный маршрут (Canning Stock Route) длиной 1 600 км от города Вилуна (Wiluna) через озеро Дисаппойнтмент до Холлс-Крик (Halls Creek). В северо-восточной части пустыни находится кратер Вульф-Крик.